# 4. век
4. век је почео 1. јануара 301. и завршио се 31. децембра 400.

## Догађаји
- 301: Јерменија усвојила хришћанство као државну религију
- 306 — 337: Константин Велики, прекида прогон хришћана у Римском царству и сазива Први сабор у Никеји
- 313: Цар Константин Велики прогласио Милански едикт
- 363: Битка код Самаре
- 378: Битка код Хадријанопоља
- 378 — 395: Теодосије I, римски цар, забрањује паганизам, а хришћанство је постало званична религија у Риму.
- 383: Битка на реци Феи у Кини

## Личности

### Политичари
- Константин Велики (272—337)
- Јулијан Флавије Клаудије (331—363)
- Флавије Јовијан (331—364)
- Теодосије I Велики (347—395)

## Српски културни простори

### Личности
Види такође: космолошка доба, геолошки еони, геолошке ере, геолошка доба, геолошке епохе, развој човека, миленији, векови године, дани